# Bornholmse School

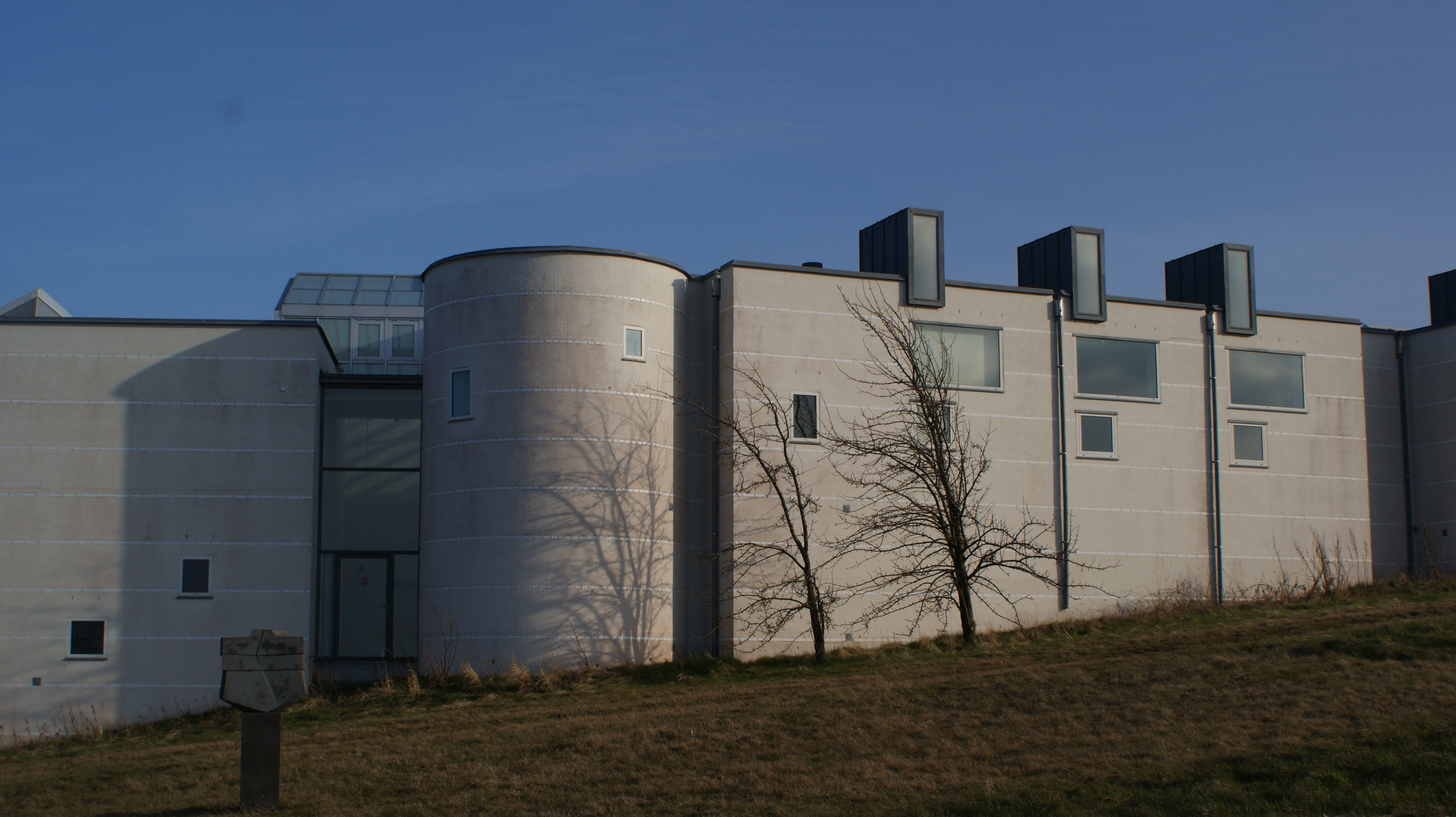
Bornholms Kunstmuseum heeft Bornholmermalerne als vast deel van de permanente tentoonstelling.

De Bornholmse School bestond uit een groep schilders die in de eerste helft van de twintigste eeuw geregeld in de zomer neerstreken op de Deense eilanden Bornholm en Christiansø. Zij lieten zich inspireren door modernistische schilders als Cézanne, Matisse, Picasso en Braque en drukten zo hun stempel op de ontwikkeling van de Deense schilderkunst.
Zij vormden geen kunstenaarskolonie zoals de Skagenschilders, maar eerder een groep schilders met gemeenschappelijke uitgangspunten (of dezelfde ideeën) in de Franse schilderkunst.

## Ontstaan
Aan het eind van de negentiende eeuw hadden kunstenaars, zoals Otto Haslund, Georg Emil Liebert en Johannes Herman Brandt, inspiratie opgedaan op het eiland Bornholm. Begin twintigste eeuw waren dit schilders zoals Kristian Zahrtmann, Edvard Weie, Karl Isakson, Olaf Rude, Niels Lergaard, Oluf Høst, Paul Høm, Niels Østergaard en Poul Stoltze. Velen kenden elkaar van hun studietijd aan de Kunstnernes Frie Studieskoler (later Kristian Zahrtmannskole) in Kopenhagen, en verbleven meestal in de zomer op Bornholm. Hierdoor ontstond er een vriendschap tussen de schilders. Meer dan een soort van gemeenschapsgevoel van een aantal kunstenaars die een docent-studentrelatie hadden met Zahrtmann, die van 1885 tot 1908 aan de genoemde opleiding was verbonden, was het echter niet.

## Inspiratiebronnen en schilderstijl
Karl Isaksons ontdekte de motieven – zoals de heldere kleuren en de scherpe contouren – van de rotsformaties van het eiland Christiansø en liet zich daardoor inspireren. Deze stijl is van belang voor deze generatie Bornholmse kunstenaars, die het modernisme in de Deense schilderkunst introduceerde. Claus Johansen was een eenzame en teruggetrokken schilder. Hij was bescheiden en schilderde voornamelijk Bornholmse boerderijen in grijze herfst- en wintertinten.
De meest bekende Bornholmse schilder is Zahrtmann. Hij was bevriend met de Skagenschilder Holger Drachmann, die in de periode 1865-1874 samen met Zahrtmann op Erichsens Gård verbleef, een huis op Bornholm dat later onderdeel van het museum werd. Hij schilderde een portret van Vilhelmine Erichsen die later met Drachmann zou trouwen. Haar portret is een van zijn meest bekende werken.
Het huidige Erichsens Gård is gewijd aan de periode van Zahrtmann, Erichsen en Drachman. Ook de familiestambomen van Erichsens, Zahrtman en Drachmann zijn hier te bezichtigen. Het Bornholms Museum heeft aan Kristians bekendheid bijgedragen.
Ook een aantal Skagenschilders schilderden regelmatig op Bornholm, zoals Michael Ancher, Lauritz Tuxen en Otto Haslund.

## De schilders
- Michael Ancher
- Johannes Herman Brandt
- Holger Drachmann
- Otto Haslund
- Paul Høm

- Oluf Høst
- Karl Isakson
- Kræsten Iversen
- Claus Johansen
- Niels Lergaard
- Georg Emil Liebert

- Olaf Rude
- Poul Stoltze
- Edvard Weie
- Niels Østergaard
- Kristian Zahrtmann

## Afbeeldingengalerij
| Bornholmse scènes |
| - 19e eeuw - Otto Haslund: Afrastering voor vee, 1871. Bornholms Kunstmuseum - George Emil Liebert: Rotsen nabij Randkløve, 1871. - Michael Ancher: Helligdomsklipperne nabij Rø, 1890. |

| |
| - 20e eeuw - Karl Isakson: Begraafplaats op Christiansø. 1913 - Karl Isakson: Uitzicht bij Gudhjem, 1921. Bornholms Kunstmuseum - Edvard Weie: Postbåden kommer til Christiansø, 1920. Statens Museum for Kunst |